# Gare de Chico
La  gare de Chico est une gare ferroviaire des États-Unis située à Chico en Californie; Elle est desservie par Amtrak. C'est une gare sans personnel.

## Histoire
À l'origine, il s'agit d'un dépôt ferroviaire de la Southern Pacific Railroad situé sur la 5e et Orange Street.
La gare devient National Register of Historic Places en 1987.
- Dans le film Magic Town, James Stewart descend à la gare de Chico.
- Pendant les présidentielles de 1952, Richard Nixon était en train de parler dans une cabine téléphonique quand il a appris la nouvelle depuis son quartier général qu'il devrait répondre au célèbre  Checkers Speech (Discours de Richard Nixon du 23 septembre 1952).
- En 1996, la flamme olympique est arrivée à la gare de Chico.

## Service des voyageurs

### Accueil
Le terminal est accessible en partie pour les personnes à mobilité réduite.

### Desserte
- Ligne d'Amtrak[1] :
  - Le Coast Starlight: Los Angeles - Seattle